# Enseada do Cacuaco
Enseada do Cacuaco är en vik i Angola.   Den ligger i provinsen Luanda, i den nordvästra delen av landet, 17 kilometer nordost om huvudstaden Luanda.
Omgivningarna runt Enseada do Cacuaco är en mosaik av jordbruksmark och naturlig växtlighet. Runt Enseada do Cacuaco är det tätbefolkat, med 849 invånare per kvadratkilometer.